# Traktorski kopač
Traktorski kopač (ang. backhoe loader ali pa samo backhoe, tudi TLB) je ekskavatorski stroj za gradbena in zemeljska dela. Po konfiguraciji je precej podoben običajnemu kmetijskemu traktorju, ima pa na sprednjem delu veliko žlico, na zadnjem delu pa hidravlično roko (backhoe). Nekateri traktorski kopači imajo štirikolesni pogon.
Traktorski kopač je izumil Joseph Cyril Bamford (ustanovitelj podjetja JCB) leta 1953 v Združenem kraljestvu.
Traktorske kopače se uporablja za ekskavacijo, rušenje, razbijanje, vrtanje in tudi za mešanje betona v sprednji žlici. 

## Galerija
- Traktorski kopač lahko deluje tudi kot dvigalo
- Traktorski kopač
- Unimog vojaški kopač

## Proizvajalci traktorskih kopačev
- Bharat Earth Movers Limited
- Case Corporation
- Caterpillar Inc.
- John Deere Tractors
- Fiat
- Ford Motor Company
- Hitachi, Ltd.
- Hydrema
- J. C. Bamford (JCB)
- Komatsu LTD
- Mahindra
- New Holland Ag
- Terex
- Venieri
- Volvo Construction Equipment
- LiuGong